# Himmelfahrt

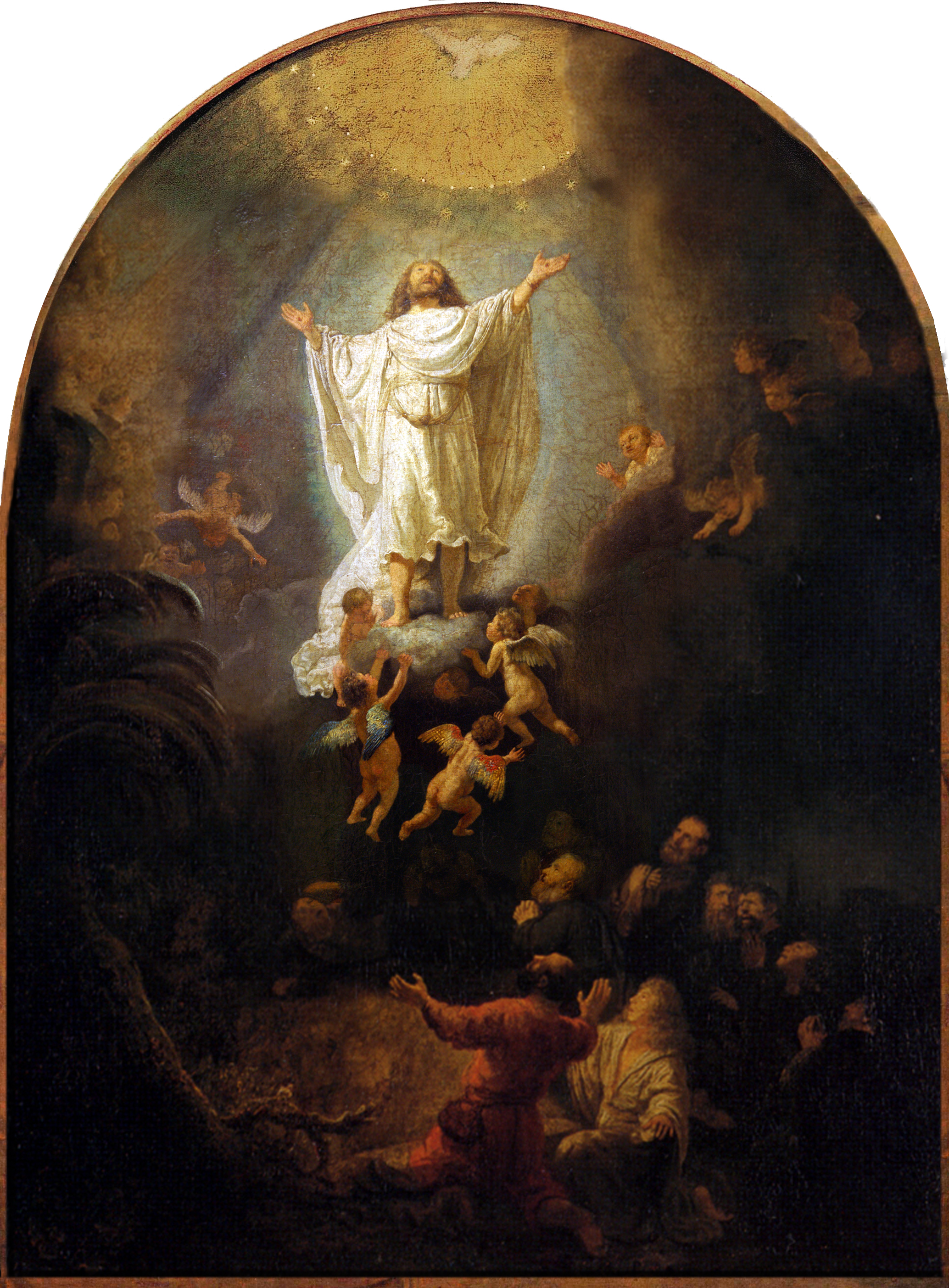
Rembrandt: Himmelfahrt Christi (1636)

Himmelfahrt bezeichnet das in Religionen und Mythen weit verbreitete Sujet, bis zu einem höchsten Ziel zu gelangen. Im Judentum, Christentum und im Islam bezieht es sich konkret darauf, dass jemand leiblich und endgültig ins Jenseits gelangt, ohne zu sterben (oder ohne einen Leichnam zurückzulassen). Im deutschen Sprachraum bezieht sich die Bezeichnung Himmelfahrt meist auf eines von zwei christlichen Festen: Christi Himmelfahrt, ein bewegliches Fest am 39. Tag nach Ostern, und Mariä Aufnahme in den Himmel, volkstümlich Mariä Himmelfahrt genannt, am 15. August.

## Schamanen
Die Seelenreisen der Schamanen oder schamanische Himmelsfahrt ist ein zentrales Element der spirituellen Praxis vieler schamanischer Traditionen weltweit. Sie symbolisiert den Aufstieg des Schamanen zu höheren spirituellen Ebenen, um ‚Weisheit‘ zu empfangen, ‚Heilung‘ zu bringen und mit ‚göttlichen oder übernatürlichen Kräften‘ zu kommunizieren und in Verbindung zu treten. Diese Reise wird durch Trancezustände und Rituale unterstützt, die den Schamanen in Kontakt mit der spirituellen Welt bringen. Die schamanische Himmelsfahrt wird normalerweise durch den „induzierenden Zustand der Trance“ ermöglicht. Die schamanische Himmelsreise hat viele Parallelen zu mystischen Konzepten in anderen religiösen Traditionen und dient als ein Symbol für spirituelle Erleuchtung und Transformation im Schamanismus, (Hypothesen zum Schamanismus, Mircea Eliades Schamanenforschung).

## Altorientalische Kulturen, Altes Ägypten
Auch die altägyptische Vorstellung vom Himmelsaufstieg bringen das Streben zum Ausdruck, zu einem höchsten Ziel zu gelangen, ebenso das Auftreten flugfähiger Wesen (Engel) sowie die göttliche Hilfeleistung (Duranki/Ekur, Sumerische Religion) oder eigenes Geschick (Ikarus). In der mesopotamischen Mythologie war „Duranki“ ein Zentrum göttlicher Kommunikation, an dem Himmel und Erde miteinander verbunden sind. Es wurde oft als ein Ort der göttlichen Offenbarung und der Heiligkeit verstanden.

## Griechen und Römer
Plato und Plutarch beschreiben Jenseitsreisen. Auch die hellenistischen Mysterienkulte, wie der Mithraismus, geben Anweisungen für eine Reise in den Himmel.
Eine Entrückung kommt bereits bei Homer vor (Iphigenia), und die Himmelfahrt ist bereits bei den Griechen und Römern bekannt (Herakles, Romulus). Herakles, so berichtet der antike Mythos, soll nach Vollendung seiner zwölf Aufgaben in den Olymp entrückt worden sein. Titus Livius (1,16) und Plutarch (Rom. 28,36) beschreiben, wie Romulus entrückt und in den Himmel gehoben wurde. Man nahm für Heroen an, dass sie zu ihren göttlichen Vätern zurückkehren würden.

## Judentum
Die Jüdische Bibel (Tanach) erzählt die Entrückung des Henoch im Buch Genesis, (Gen 5,24 ), nachdem er 365 Jahre auf Erden war (Gen 5,23 ), und die Himmelfahrt des Propheten Elija in einem feurigen Wagen (2. Buch der Könige, 2 Kön 2,11 ). Der Prophet Ezechiel hat eine Vision von einem himmlischen Streitwagen oder Merkaba in Ez 1 . In dieser Vision wird er Zeuge eines göttlichen Fahrzeugs, das von vier lebenden Wesen (Cherubim) getragen wird, und er beschreibt die Herrlichkeit Gottes (zumeist als Elohim, seltener als JHWH), die in einem Licht erscheint und den gesamten Raum erfüllt. Das Judentum kennt die Legenden der Himmelfahrt des Mose, deren Entstehung in das 1. Jahrhundert v. Chr. zurückreicht, sowie die später entstandene von der Himmelfahrt des Jesaja.

## Christentum
Die Himmelfahrt Christi als Sohn Gottes zu seinem Vater in den Himmel erwähnt das Neue Testament dreimal: in Markus (Mk 16,19 ), in Lukas (Lk 24,51 ) sowie in der Apostelgeschichte des Lukas 1,1–11. Nur an letzter Stelle wird sie ausführlich geschildert. Demnach begegnet der auferstandene Jesus Christus über vierzig Tage hinweg wiederholt seinen Jüngern und wird dann in den Himmel aufgenommen, wo er mit dem Platz „zur Rechten Gottes“ die Macht über Himmel und Erde erhält. Im Christentum gibt es in der katholischen und orthodoxen Kirche den Glauben an die leibliche Aufnahme Marias in den Himmel, volkstümlich auch als Mariä Himmelfahrt bezeichnet. In den Apokryphen wird auch die Himmelfahrt des Simon Petrus beschrieben.

## Islam
In Sure 4, Vers 157 heißt es, dass ʿĪsā ibn Maryam (Jesus) nicht getötet oder gekreuzigt worden sei, sondern von Gott zu sich erhoben wurde.
Islamischen Überlieferungen zufolge wurde der Prophet Mohammed durch ein Wunder von Mekka nach Jerusalem versetzt, von wo aus er zum Himmel hinaufstieg. Die al-Aqsa-Moschee (nach Sure 17, Vers 1: „die ferne Kultstätte“), im frühen achten Jahrhundert gebaut, setzte die islamische Koranexegese endgültig mit dieser koranischen fernen Kultstätte gleich und machte sie und das gesamte Gebiet von Jerusalem damit zum drittheiligsten Ort nach Mekka und Medina. Mohammeds Himmelfahrt fand allerdings nicht von der al-Aqsa-Moschee, sondern von demjenigen Felsblock auf dem Tempelberg aus statt, über dem unter den Umayyaden der Felsendom errichtet wurde. Die im 10. Jahrhundert entstandene Literatur mit Lobpreisungen der Vorzüge Jerusalems – faḍāʾil bait al-maqdis – knüpft an diese alte Tradition an.